# Monroe (Connecticut)
Monroe è un comune di 19 650 abitanti degli Stati Uniti d'America, situato nella Contea di Fairfield nello Stato del Connecticut.
All'interno del territorio del comune è presente il lago Zoar.